# Fakulteta za znanosti o okolju v Novi Gorici
Fakulteta za znanosti o okolju, s sedežem v Novi Gorici, je fakulteta, ki je članica Univerze v Novi Gorici.